# Castelos e Muralhas do Rei Eduardo em Venedócia
Os Castelos e Muros da Cidade do Rei Eduardo em Gwynedd é um Patrimônio Mundial designado pela UNESCO localizado em Gwynedd, País de Gales. Inclui os castelos de Beaumaris e Harlech e os castelos e muros da cidade de Caernarfon e Conwy. A UNESCO considera os locais os "melhores exemplos da arquitetura militar do final do século XIII e início do século XIV na Europa".
As fortificações foram construídas por Eduardo I após sua invasão do norte de Gales em 1282. Eduardo derrotou os príncipes galeses locais em uma grande campanha e começou a colonizar permanentemente a área. Ele criou novas cidades fortificadas, protegidas por castelos, nas quais os imigrantes ingleses podiam se estabelecer e administrar os territórios. O projeto era extremamente caro e esticou recursos reais até o limite. Novas revoltas galesas seguiram-se em 1294 sob a liderança de Madog ap Llywelyn. Conwy e Harlech foram mantidos abastecidos pelo mar e resistiu ao ataque, mas Caernarfon, ainda parcialmente concluído, foi invadido. Na sequência, Edward revigorou o programa de construção e ordenou o início dos trabalhos em Beaumaris. As guerras de Eduardo na Escócia começaram a consumir fundos reais, no entanto, e o trabalho logo desacelerou mais uma vez. As obras de construção de todas as fortificações haviam cessado em 1330, sem que Caernarfon e Beaumaris tivessem sido totalmente concluídas.
As fortificações desempenharam um papel importante nos conflitos no Norte de Gales nos próximos séculos. Eles estavam envolvidos na Ascensão Glyndər do início do século XV e nas Guerras das Rosas no final do século XV. Apesar do declínio na significância militar após a sucessão da dinastia Tudor ao trono em 1485, eles foram pressionados de volta ao serviço durante a Guerra Civil Inglesa no século XVII. Após o conflito, o Parlamento ordenou a redução, ou destruição deliberada, de partes de Conwy e Harlech, mas a ameaça de uma invasão pró-monarquista da Escócia garantiu que Caernarfon e Beaumaris permanecessem intactos. No final do século XVII, no entanto, os castelos estavam em ruinas. Eles se tornaram populares entre os artistas visitantes durante o final do século XVIII e início do século XIX, e o número de visitantes aumentou à medida que o acesso à região melhorou durante o período vitoriano. O Estado britânico investiu pesado nos castelos e muros da cidade durante o século XX, restaurando muitas de suas características medievais. Em 1986, os locais foram declarados coletivamente como Patrimônio Mundial, como exemplos marcantes de fortificações e arquitetura militar construídas no século XIII, e agora são operados como atrações turísticas pela agência de patrimônio galês Cadw.

Durante grande parte do século XX, os castelos e muros foram considerados principalmente de uma perspectiva militar. Seu uso de defesas concêntricas, barbicanos e portarias substanciais levou D. J. Cathcart King a descrevê-los como o "zênite da construção de castelos ingleses", e Sidney Toy a avaliá-los como "alguns dos castelos mais poderosos de qualquer idade ou país". No final dos séculos XX e XXI, historiadores como Michael Prestwich e Abigail Wheatley também destacaram os papéis dos locais como palácios e símbolos do poder real. A localização de castelos como Caernarfon e Conwy foram escolhidos por seu significado político, bem como funções militares, sendo construídos em cima de locais pertencentes aos príncipes galeses. Os castelos incorporaram apartamentos e jardins luxuosos, com a intenção de apoiar grandes cortes reais em esplendor. O castelo e os muros da cidade de Caernarfon incorporaram obras de pedra caras, provavelmente destinadas a evocar imagens do poder imperial arthuriano ou romano, a fim de reforçar o prestígio pessoal de Eduardo. O papel preciso do arquiteto real James de St. George nos projetos de construção, e a influência de seu condado natal de Savoy nos projetos, também continua a ser debatido pelos acadêmicos. No entanto, as fontes primárias indicam que ele desempenhou um papel fundamental, descrevendo-o como "Magistro Jacobo de sancto Georgio, Magistro operacionum Regis em Wallia" ou "Mestre James de São Jorge, Mestre das Obras do Rei no País de Gales.”

## História

### Séculos XIII-XIV

#### Antecedentes

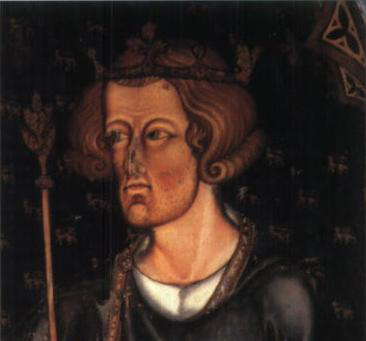
Retrato na Abadia de Westminster de Eduardo I

Os castelos eduardianos e os muros da cidade em Gwynedd foram construídos como consequência das guerras travadas pelo controle de Gales no final do século XIII. Os reis da Inglaterra e os príncipes galeses disputavam o controle da região desde a década de 1070, com nobres e colonos normandos e ingleses lentamente expandindo seus territórios ao longo de vários séculos. Na década de 1260, no entanto, o líder galês Llywelyn ap Gruffudd explorou uma guerra civil entre Henrique III e barões rebeldes na Inglaterra para se tornar o poder dominante, e foi formalmente reconhecido como o príncipe de Gales sob o Tratado de Montgomery.
Eduardo I tornou-se o rei da Inglaterra em 1272. Eduardo tinha vasta experiência em guerras e cercos, tendo lutado no País de Gales em 1257, liderou o cerco de seis meses do Castelo de Kenilworth em 1266 e juntou-se à cruzada ao norte da África em 1270. Ele tinha visto numerosas fortificações europeias, incluindo a planejada cidade murada e o projeto do castelo em Aigues-Mortes. Ao assumir o trono, uma das primeiras ações de Eduardo foi renovar e ampliar a fortaleza real da Torre de Londres. Eduardo também foi responsável pela construção de uma sequência de cidades planejadas, geralmente muradas, chamadas bastides na Gasconha como parte de sua tentativa de fortalecer sua autoridade na região. Eduardo também autorizou novas cidades planejadas a serem construídas em toda a Inglaterra.
Enquanto isso, as relações entre Edward e Llywelyn rapidamente entraram em colapso, levando Edward a invadir o norte de Gales em 1276 na tentativa de quebrar o poder de Llywelyn. Durante a guerra Eduardo construiu vários grandes castelos para controlar melhor a região e agirem como bases para a campanha. Eduardo foi bem sucedido, e o Tratado de Aberconwy em 1277 reafirmou o domínio inglês, dividindo a maioria das terras de Llwelyn entre seus irmãos e Eduardo.

#### Guerra de 1282–83

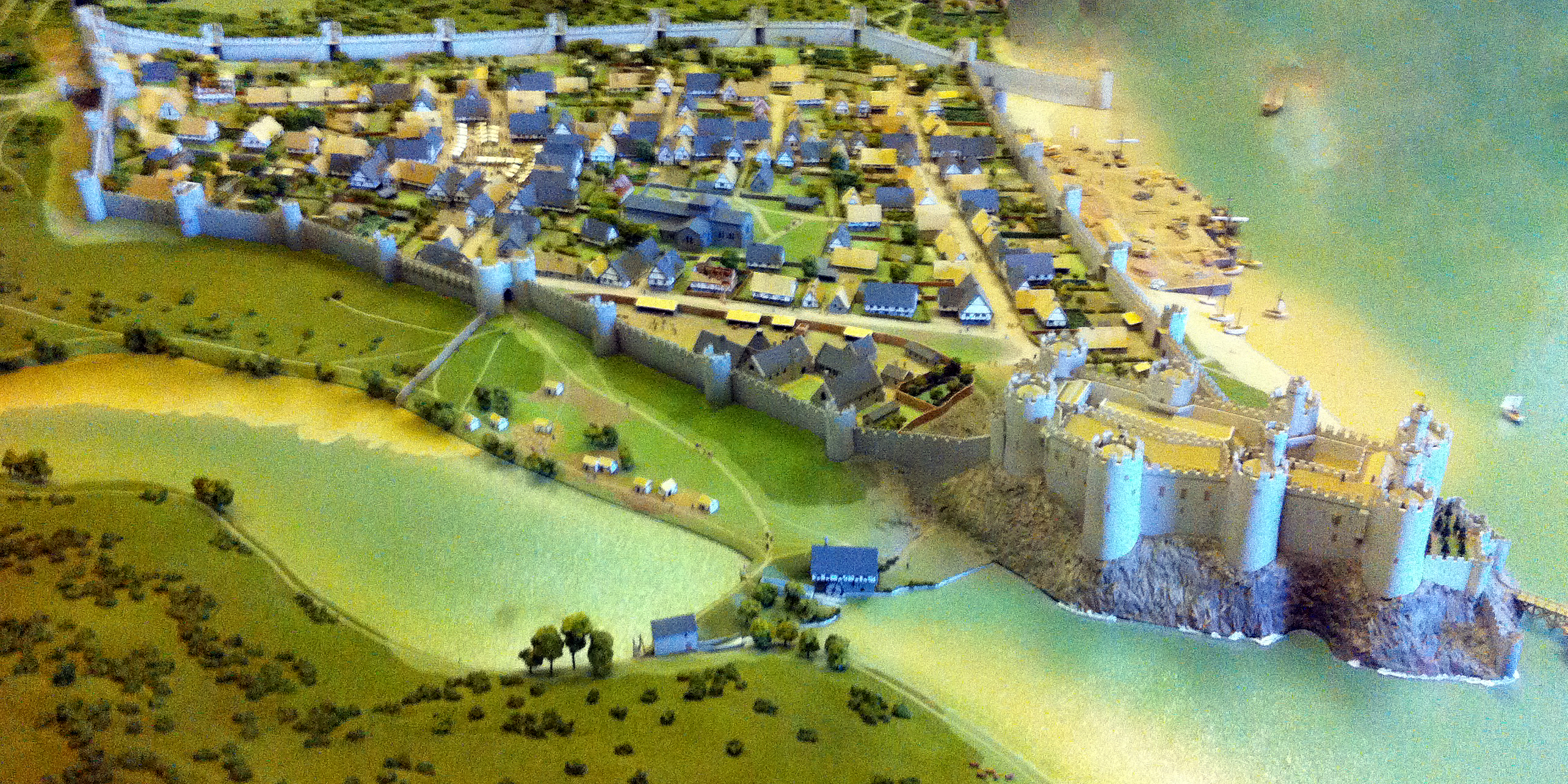
Reconstrução do Castelo de Conwy e muros da cidade no final do século XIII

Eduardo e seus aliados entre os príncipes galeses logo começaram a brigar, e no início de 1282 a rebelião eclodiu, liderada pelo irmão de Llywelyn, Dafydd ap Gruffydd. Eduardo respondeu à revolta mobilizando um exército real de 8.000 soldados. Eduardo então montou uma invasão naval da Ilha de Anglesey e formou uma ponte temporária para atravessar para o continente, levando a guerra para o coração galês da Snowdonia. Llywelyn foi morto em dezembro, e no início de 1283 Dafydd foi capturado e executado.
Em vez de repetir os arranjos desdobrados dos tratados anteriores, Eduardo optou por colonizar permanentemente o norte de Gales. A família real remanescente de Llywelyn e Dafydd foi esmagada e suas terras divididas entre os principais nobres ingleses. O governo do País de Gales foi reformado, e as disposições estabelecidas no Estatuto de Rhuddlan, promulgado em 3 de março de 1284. Gales foi dividido em condados e condados, emulando como a Inglaterra era governada, com três novos condados criados no noroeste: Caernarfon, Merioneth e Anglesey.
Como parte deste esquema, em 1283 Eduardo ordenou a construção de novos castelos e cidades muradas em todos os territórios ocupados, em parte para incentivar a migração substancial para a região a partir da Inglaterra. Entre eles estavam os futuros patrimônios mundiais do Castelo de Caernarfon e sua cidade murada, com vista para o rio Seiont; Castelo Conwy e sua cidade murada, controlando um ponto de travessia sobre o rio Conwy; e o Castelo de Harlech, protegendo um porto marítimo e uma cidade inglesa recém-estabelecida. Provavelmente foram feitos planos para estabelecer um castelo e um assentamento murado perto da cidade estrategicamente importante de Llanfaes em Anglesey – mas foram adiados devido aos custos dos outros projetos.
As novas cidades eram importantes centros administrativos para as novas estruturas governamentais inglesas: Caernarfon e Harlech eram os centros de novos condados, e Conwy responsável por um novo condado. Os castelos eram centros militares importantes, mas também foram projetados para funcionar como palácios reais, capazes de apoiar as casas do rei e da rainha em conforto seguro. Vários dos projetos também levaram especial importância simbólica. Conwy foi deliberadamente situado no topo da Abadia de Aberconwy, o tradicional local de sepultamento dos príncipes galeses; a abadia foi realocada oito milhas para o interior. Os governantes nativos galeses haviam valorizado o antigo sítio romano em Caernarfon por seu simbolismo imperial, e partes das fortificações dos príncipes galeses foram tomadas e simbolicamente reutilizadas para construir o novo castelo de Eduardo lá. O local do Castelo de Harlech foi associado com a lenda de Branwen, uma princesa galesa.

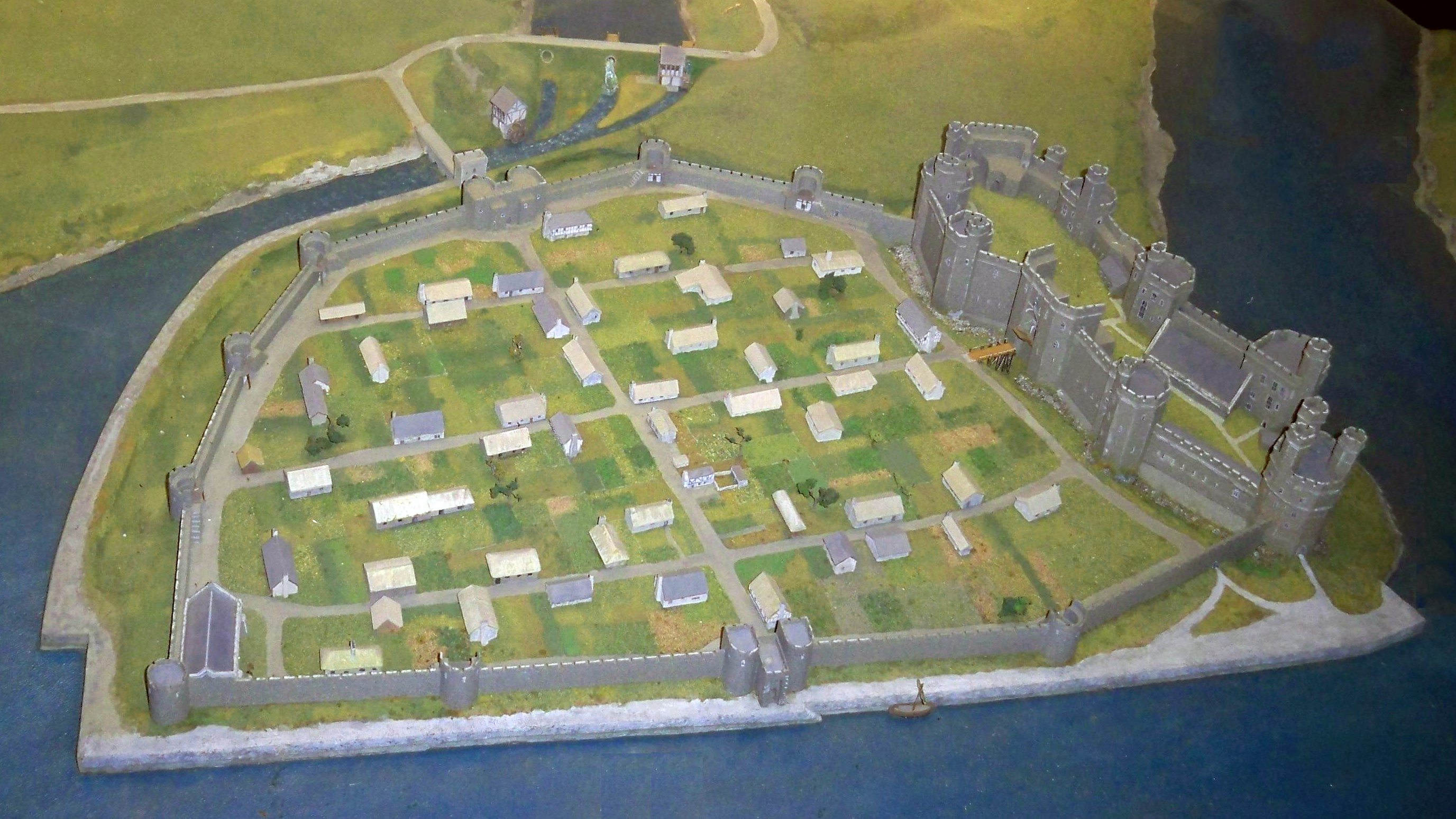
Reconstrução do Castelo de Caernarfon e muros da cidade no final do século XIII

Edward empregou arquitetos e engenheiros confiáveis para executar os projetos, mais proeminentemente o Mestre Savoyard James de São Jorge, mas também o amigo próximo de Eduardo, Otto de Neto, o soldado Sir John de Bonvillars e o mestre pedreiro John Francis. Os ingleses haviam construído castelos na esteira do conflito de 1272, geralmente maior e mais caro do que os dos governantes galeses locais, mas as novas fortificações estavam em uma escala ainda maior. Carpinteiros, escavadores de valas e pedreiros foram reunidos por xerifes locais de toda a Inglaterra e reunidos em Chester e Bristol, antes de serem enviados para o norte de Gales na primavera, voltando para casa a cada inverno. O número de trabalhadores envolvidos foi tão grande que colocou uma pressão significativa sobre a força de trabalho nacional da Inglaterra. Os custos eram enormes: o castelo e as paredes de Caernarfon custavam 15.500 libras, o castelo e as paredes de Conwy chegavam a cerca de 15.000 libras e o Castelo de Harlech custava 8.190 libras para construir.
As cidades muradas foram planejadas de forma regular, baseando-se tanto na experiência de bastides equivalentes na França quanto em vários assentamentos planejados ingleses. Seus novos residentes eram migrantes ingleses, com os galeses locais proibidos de viver dentro dos muros. As cidades tinham diferentes níveis de sucesso. Medido em termos de burgages, propriedades da cidade alugadas da Coroa por cidadãos, Conwy tinha 99 por volta de 1295, e Caernarfon tinha 57 em 1298. Harlech ficou muito para trás em termos de crescimento, e a cidade teve apenas 24 burgages  em 1305. Os castelos foram confiados por Eduardo aos encarregados de defendê-los e, em alguns casos, também capacitados a defender os muros da cidade. Guarnições permanentes de soldados foram estabelecidas, 40 em Caernarfon, 30 em Conwy e 36 em Harlech, equipadas com bestas e armaduras. Os castelos e cidades eram todos portos e poderiam ser fornecidos por mar, se necessário, uma importante vantagem estratégica, já que a marinha de Eduardo tinha domínio quase total em torno do litoral galês. Os castelos estavam equipados com um portão traseiro ou Poterna que lhes permitiria reabastece-los diretamente pelo mar, mesmo que a cidade tivesse caído.

#### Rebelião de 1294–95

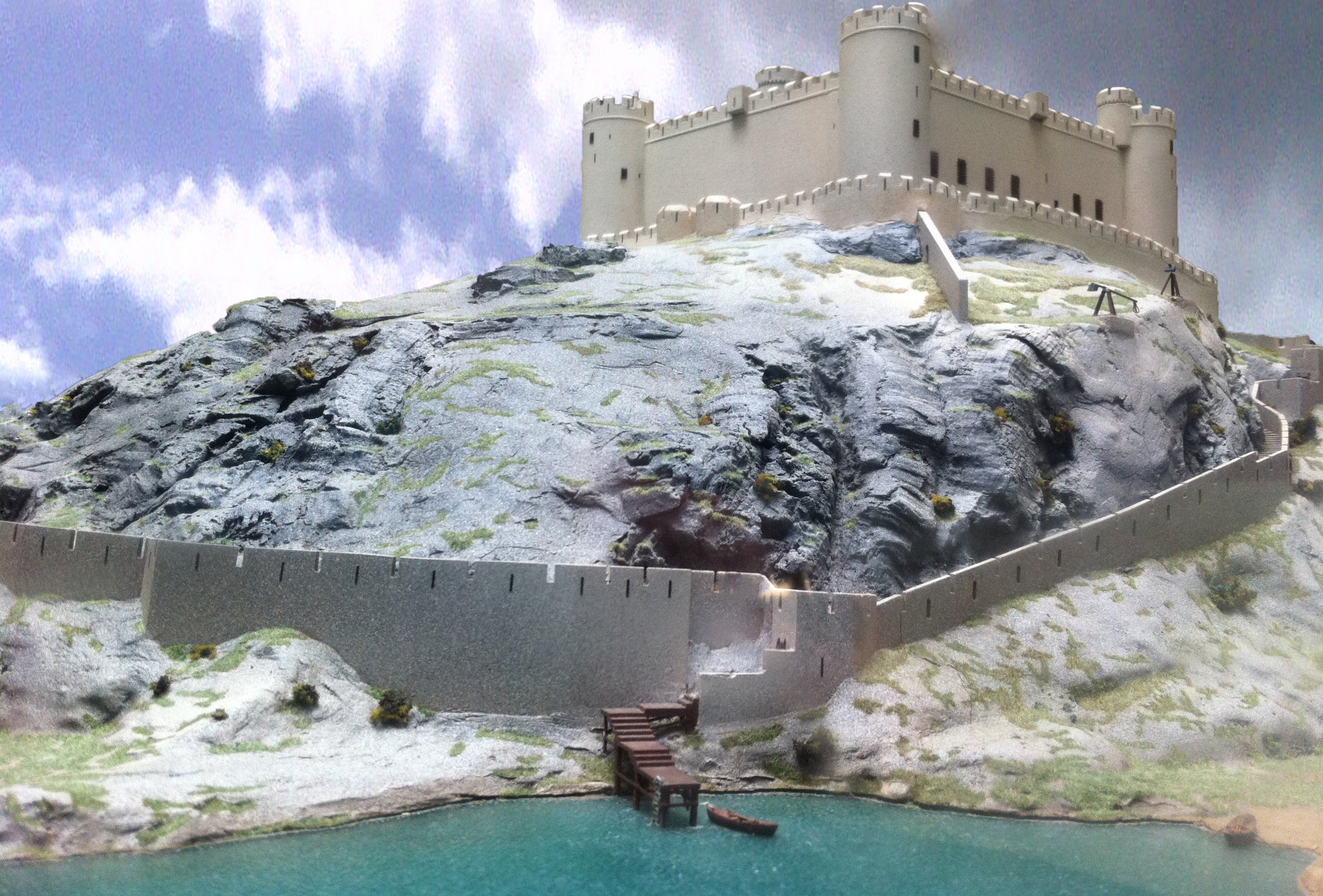
Reconstrução do Castelo de Harlech no início do século XIV, visto do mar

As fortificações de Eduardo foram testadas em 1294, quando Madog ap Llywelyn se rebelou contra o domínio inglês, a primeira grande insurreição desde a conquista. Os galeses parecem ter subido sobre a introdução da tributação, e Madog teve um apoio popular considerável. No final do ano, Eduardo voltou ao País de Gales com um grande exército e marchou para o oeste, vindo de Chester, chegando a seu castelo em Conwy no Natal. Aqui ele ficou preso e sitiado até janeiro de 1295, abastecido apenas pelo mar, antes da chegada das forças para aliviá-lo em fevereiro. Harlech também foi sitiado, mas foi salvo da derrota pela chegada de suprimentos por mar da Irlanda. Caernarfon, no entanto, ainda estava parcialmente concluído e foi invadido pelas forças galesas e o castelo e a cidade foram incendiados. Em Anglesey, as forças galesas mataram o xerife real. Na primavera Eduardo fez seu contra-ataque com uma força de 35.000 soldados, sufocando a revolta e matando Madog.
Após a rebelião, Eduardo ordenou que os trabalhos recomeçassem a reparar e completar Caernarfon. Uma vez que Anglesey foi reocupado, ele também começou a retomar os planos atrasados para fortificar a área. O local escolhido se chamava Beaumaris e estava a cerca de 1,6 km da cidade galesa de Llanfaes. A decisão foi, portanto, tomada para mover a população galesa cerca de 19 km a sudoeste, onde um assentamento chamado Newborough foi criado. A deportação dos galeses abriu caminho para a construção de uma cidade inglesa, protegida por um castelo substancial. Um programa de obras de construção começou no local sob a direção de Tiago de São Jorge, a força de trabalho era abrigada em cabanas temporárias no centro da fortificação semi-construída. O projeto era muito caro, frequentemente atrasava, e em 1300 já custava cerca de 11.000 libras. Apesar da ausência de muros da cidade, o assentamento ao redor cresceu rapidamente e em 1305 tinha 132 burgages pagando aluguel para a Coroa.
Por volta de 1300, apenas Harlech e Conwy tinham sido devidamente concluídos: as muralhas da cidade de Caernarfon estavam terminadas, mas grande parte do castelo ainda estava incompleto e no Castelo de Beaumaris as paredes internas eram apenas metade de sua altura pretendida, com lacunas nas paredes externas. Em 1304, o programa total de construção no País de Gales tinha chegado a pelo menos 80.000 libras, quase seis vezes a renda anual de Eduardo. Eduardo, entretanto, se envolveu em uma longa sequência de guerras na Escócia que começou a consumir sua atenção e recursos financeiros, e como resultado, mais trabalhos nos castelos galeses desaceleraram para um rastreamento. Em 1306, Eduardo ficou preocupado com uma possível invasão escocesa do Norte de Gales, estimulando novas obras, mas o dinheiro permaneceu muito mais limitado do que antes. Em 1330, todos os novos trabalhos tinham finalmente cessado, e Caernarfon e Beaumaris nunca foram totalmente concluídos.

#### Declino

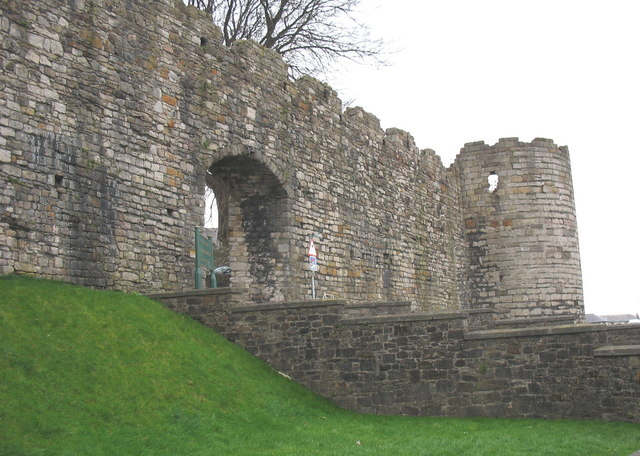
O Portão Norte nas muralhas da cidade de Caernarfon

Manter os castelos provou ser desafiador, e eles rapidamente caíram em desuso. O dinheiro dado aos policiais do castelo para permitir que eles mantivessem e guarnição os castelos não tinham sido generosos para começar, mas as somas fornecidas diminuíram consideravelmente durante o século XIV. O policial do Castelo de Conwy tinha sido fornecido com 190 libras por ano em 1284, mas isso caiu para 40 libras por ano na década de 1390; O financiamento de Harlech caiu da mesma forma de 100 libras por ano para apenas 20 libras em 1391. Em 1321, uma pesquisa informou que Conwy estava mal equipado, com lojas limitadas e sofrendo com telhados vazando e madeiras podres, e na década de 1330, Eduardo III foi avisado de que nenhum dos castelos estava em condições de sediar a corte real caso ele visitasse a região. Uma pesquisa de 1343 mostrou que Beaumaris precisava de um trabalho extensivo, com várias das torres em condições ruinosas.
Reparos e reformas às vezes eram realizados. Quando Eduardo II foi ameaçado em South Gwynedd pela família Mortimer, ele ordenou ao seu xerife, Sir Gruffudd Llywd, que estendesse as defesas que levavam até a portaria com torres adicionais. Eduardo, o Príncipe Negro realizou um extenso trabalho em Caernarfon depois de assumir o controle da fortificação em 1343..
No final do século XIV, o Castelo Conwy estava envolvido na queda de Ricardo II. Ricardo retornou da Irlanda em agosto de 1399 e se abrigou no castelo das forças de seu rival, Henry Bolingbroke. Henry Percy, emissário de Bolingbroke, foi ao castelo para conduzir negociações com o rei. Henry Percy se ele concordasse em deixar o castelo, mas quando Richard saiu ele foi prontamente feito prisioneiro, e foi levado para morrer mais tarde em cativeiro no Castelo de Pontefract.

### Séculos XV e XVII

#### Ascensão de Glyndəre Guerras das Rosas

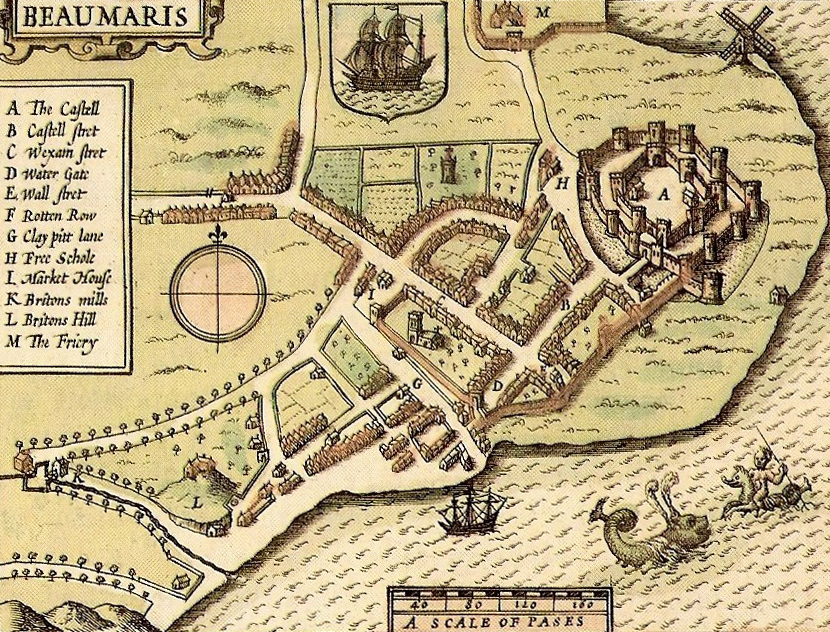
John Speed registrou os futuros patrimônios mundiais em uma sequência de mapas famosos de 1610, como este mostrando o castelo e a cidade murada adjacente de Beaumaris

As tensões entre os galeses e os ingleses persistiram e se espalharam em 1400 com a Ascensão Glindər. No início do conflito, a guarnição de Harlech estava mal equipada, e Conwy tinha caído em desuso. O Castelo de Conwy foi tomado no início do conflito por dois irmãos galeses, que assumiram o controle da fortaleza em um ataque sorrateiro, permitindo que rebeldes galeses atacassem e capturassem o resto da cidade murada. Caernarfon foi sitiada em 1401, e em novembro a Batalha de Tuthill ocorreu nas proximidades entre os defensores de Caernarfon e a força sitiada. Em 1403 e 1404, Caernarfon foi sitiada novamente pelas tropas galesas com apoio das forças francesas, mas resistiu aos ataques. Beaumaris se saiu menos bem. Foi colocada sob cerco e capturada pelos rebeldes em 1403, sendo retomada apenas pelas forças reais em 1405. Harlech foi atacado e levado no final de 1404, tornando-se o quartel-general militar de Glyndər até que as forças inglesas sob o comando do futuro Henrique V retomaram o castelo em um cerco durante o inverno de 1408-09. Em 1415, a revolta havia sido completamente esmagada, mas o desempenho dos grandes castelos e muros da cidade é avaliado pelo historiador Michael Prestwich como "não mais do que parcialmente bem sucedido".
No final do século, uma série de guerras civis conhecidas como as Guerras das Rosas eclodiu entre as facções rivais da Casa de Lancaster e York. Após a Batalha de Northampton em 1460, Harlech formou um refúgio para a Rainha Margaret de Anjou, e entre 1461-68 foi mantido por seus partidários lancastrianos, sob o comando de Dafydd ap Ieuan, contra o Yorkista Eduardo IV. Graças às suas defesas naturais e à rota de abastecimento por mar, Harlech resistiu e eventualmente se tornou a última grande fortaleza ainda sob controle lancastriano. Ele finalmente caiu após um mês de cerco, os eventos creditados como inspiraração da canção Homens de Harlech.
A ascensão da dinastia Tudor ao trono inglês em 1485 marcou o fim das Guerras das Rosas e anunciou uma mudança na forma como Gales foi administrado. Os Tudors eram de origem galesa, e seu governo aliviava as hostilidades entre os galeses e os ingleses. Como resultado, os castelos edwardianos tornaram-se menos importantes. Eles foram negligenciados, e em 1538 foi relatado que muitos castelos no País de Gales estavam em ruinas ". Harlech parece não ter sido reparado após o cerco de 1468, e ficou completamente dilapidado. Conwy foi restaurado por Henrique VIII nas entre 1520 e 1530, mas logo caiu em desuso mais uma vez, e foi vendido pela Coroa em 1627.

#### Guerra Civil Inglesa e rescaldo

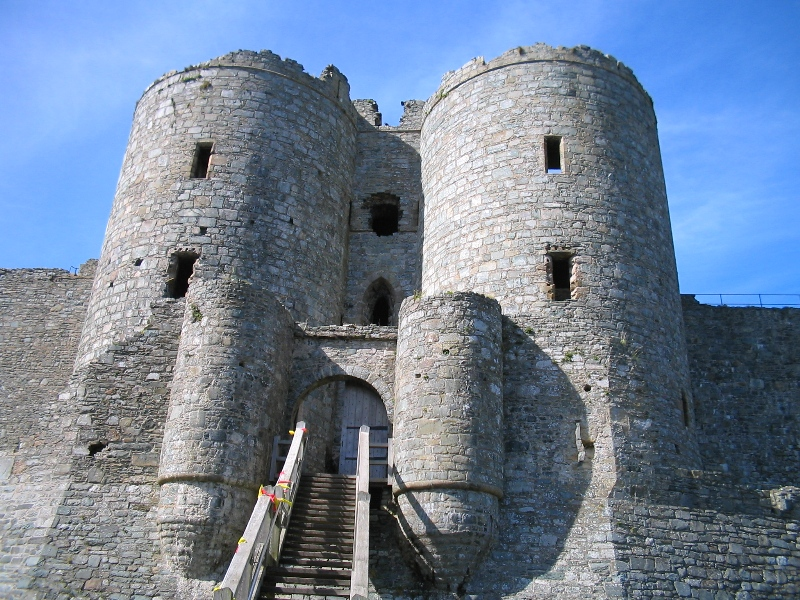
Portão de Harlech, desprezada pelo Parlamento após a Guerra Civil Inglesa

A Guerra Civil Inglesa eclodiu em 1642 entre os partidários monarquistas de Carlos I e os partidários do Parlamento. As fortificações no Norte de Gales foram realizadas por partidários do rei e, em alguns casos, tornaram-se estrategicamente importantes como parte da rota de comunicação entre as forças reais que operam na Inglaterra e suprimentos e reforços na Irlanda. Os castelos e as defesas das cidades foram reparados a um custo considerável e trazidos de volta ao serviço, guarnecidos pelos monarquistas locais. O Parlamento ganhou vantagem na Inglaterra, no entanto, e em 1646 seus exércitos foram capazes de intervir no Norte do País de Gales. Caernarfon, Beaumaris e Conwy foram levados naquele ano. Harlech – a última fortaleza a resistir ao rei - se rendeu em março de 1647, marcando o fim da primeira fase da guerra civill.
Após a guerra, o Parlamento ordenou a destruição de castelos em todo o país, deliberadamente destruindo ou danificando as estruturas para evitar que fossem usadas em quaisquer revoltas monarquistas subsequentes. O norte de Galesprovou ser um caso especial, pois havia preocupações de que Carlos II poderia liderar uma revolta presbiteriana na Escócia e montar um ataque marítimo na região. Caernarfon e Beaumaris foram inicialmente guarnecidos pelo Parlamento para se defenderem de tal ataque. Conwy foi mais tarde parcialmente desprezado em 1655, mas Caernarfon e Beaumaris escaparam por completo. Harlech, menos um potencial alvo escocês, foi inutilizável pelo Parlamento, mas não foi totalmente demolido.
Em 1660 Charles II foi restaurado ao trono e a propriedade dos castelos mudou mais uma vez. Beaumaris foi restaurado ao controle da família Bulkeley, tradicionalmente os guardas do castelo, que prontamente despojaram o castelo de quaisquer materiais restantes, incluindo os telhados, e Conwy foi devolvido à família Conway, que despojou o castelo por chumbo e madeira, reduzindo-o também a uma ruína.
O novo governo de Carlos considerou o castelo de Caernarfon e os muros da cidade como um risco de segurança e ordenou que fossem destruídos, mas esta ordem nunca foi cumprida, possivelmente por causa dos custos envolvidos em fazê-lo.

### Séculos XVIII e XX

#### Atrações pitorescas

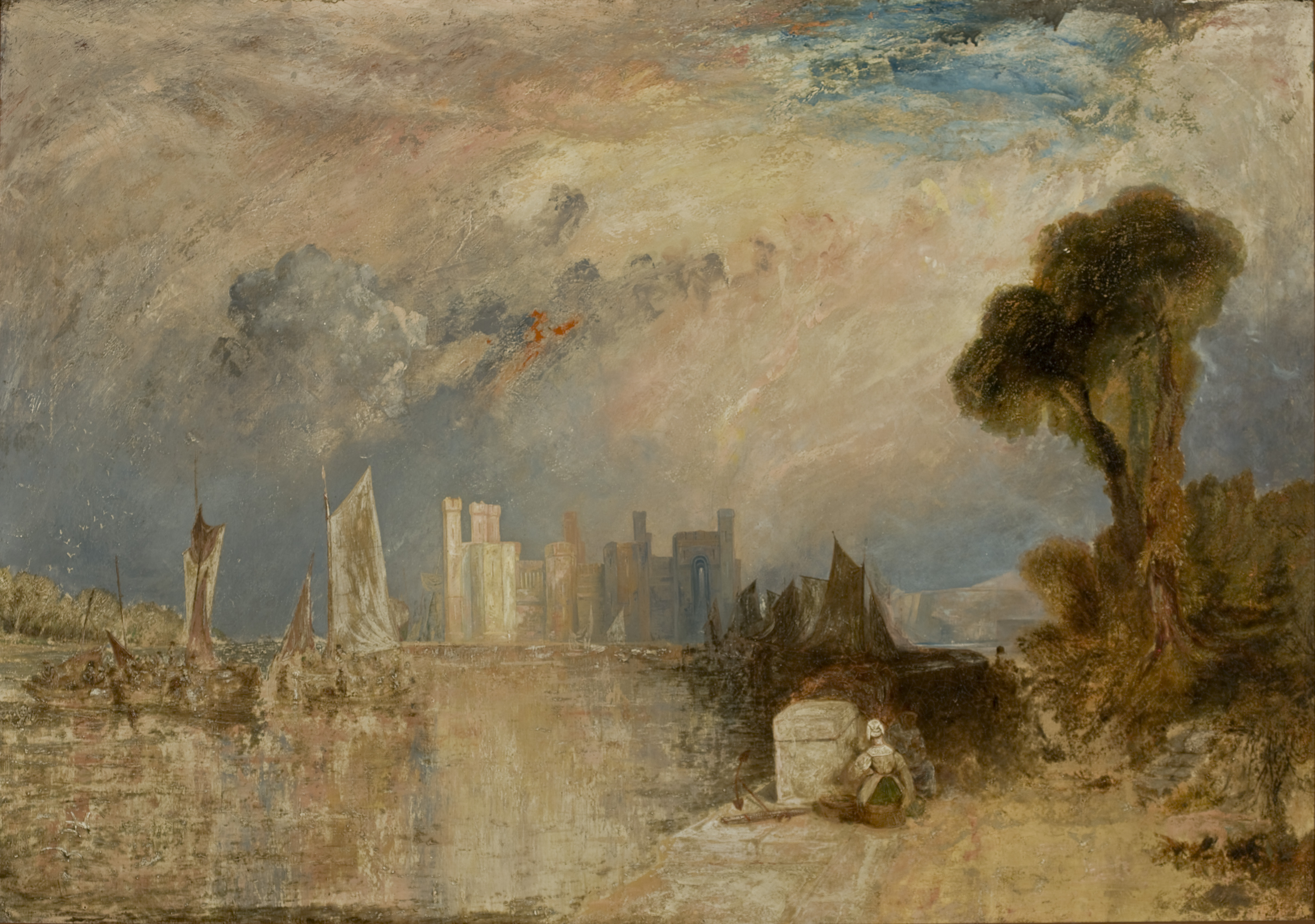
A pitoresca representação de J.M. W. Turner do Castelo de Caernarfon

Os locais começaram a passar para a propriedade privada. Lord Thomas Bulkeley comprou Beaumaris da Coroa em 1807, incorporando-o ao parque que circundava sua residência local. O Castelo de Conwy foi alugado pelos descendentes dos Conways para a família Holland. No final dos séculos XVIII e XIX, os castelos em ruinas começaram a ser considerados pitorescos e sublimes, atraindo visitantes e artistas de toda uma ampla área. A moda foi encorajada pelos eventos das Guerras Napoleônicas na virada do século XIX, o que dificultou a visita dos artistas britânicos ao continente, levando muitos a viajar para o norte de Gales instead. Esses artistas incluíram John Cotman, Henry Gastineau, Thomas Girtin, Moses Griffith, Julius Ibbetson, Paul Sandby, J.M. W. Turner e John Varley. Os locais ficaram fortemente cobertos com hera e outras vegetações. Na década de 1830, a pedra do Castelo de Caenarfon começou a desmoronar, e a Coroa empregou Anthony Salvin para realizar reparos de emergência.
A infraestrutura de transporte para a região começou a melhorar ao longo do século XIX, aumentando o fluxo de visitantes para os locais, incluindo a futura Rainha Vitória em 1832. Pesquisas acadêmicas sobre os locais, particularmente Caernarfon e Conwy, começaram a ocorrer em meados do século XIX. LO interesse do governo local e central começou a aumentar. Em 1865, o Castelo de Conwy passou para a liderança cívica da cidade de Conwy, que começou a trabalhar na restauração das ruínas, incluindo a reconstrução da torre bakehouse. A partir da década de 1870, o governo financiou reparos no Castelo de Caernarfon. O guarda do castelo, Llewellyn Turner, supervisionou o trabalho, restaurando e reconstruindo o castelo, em vez de simplesmente conservar a pedra existente. Apesar dos protestos dos moradores locais, o fosso ao norte do castelo foi desobstruído de edifícios pós-medievais que foram considerados como estragando a vista.

#### Restauração do Estado

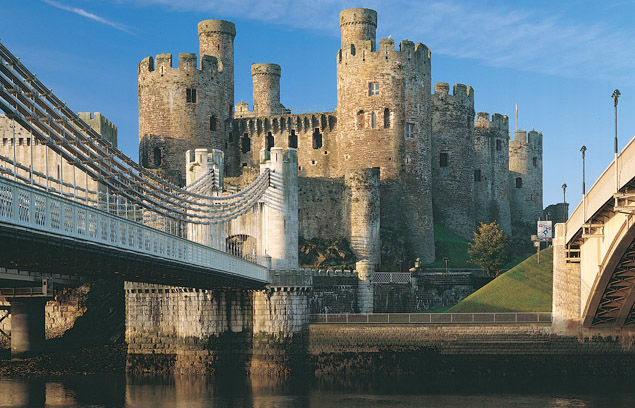
Castelo Conwy, ladeado por três pontes dos séculos XIX e XX

No início do século XX, o estado central britânico começou a readquir uma nova capacidade de controle dos locais. Caernarfon nunca havia deixado o controle direto da Coroa, mas Harlech foi transferido para o controle do Escritório de Obras em 1914, Beaumaris seguiu em 1925 e Conwy foi finalmente alugado para o Ministério das Obras em 1953. O Estado investiu pesado na conservação dos locais. A década de 1920 viu programas de conservação em larga escala em Beaumaris e Harlech, retirando a vegetação, escavando o fosso e reparando a pedra, mas deixando os locais intactos e evitando a restauração total. Grandes obras foram realizadas em Conwy nas entre 1950 e 1960, incluindo a limpeza de edifícios mais novos invadindo as muralhas do século XIII.
A pesquisa acadêmica aumentou na virada do século XX, e à medida que o Ministério das Obras assumiu o controle dos locais, os gastos do governo com essas investigações começaram. Historiadores como Sidney Toy e Charles Peers publicaram trabalhos nos locais, e a pesquisa continuou sob o comando de Arnold Taylor, que entrou para o Escritório de Obras como inspetor assistente em 1935. Grandes relatórios acadêmicos foram publicados na década de 1950, aumentando a reputação dos locais. também foi fundamental na bem sucedida oposição a projetos rodoviários propostos na década de 1970. No final do século XX, reconstruções detalhadas dos castelos foram pintadas por artistas como Terry Ball, John Banbury e Ivan Lapper.
Em 1984, Cadw foi formado como o órgão para o patrimônio histórico do governo galês e assumiu a gestão dos quatro locais, operando-os como atrações turísticas. Em 2007, mais de 530.000 visitas foram feitas aos locais. No final do século XX e início do século XXI, os castelos e muros da cidade desempenharam um papel mais proeminente nos debates em torno da identidade galesa. O uso de Caernarfon na investidura do Príncipe de Gales em 1911 e 1969, por exemplo, foi contestado por nacionalistas galeses como Alun Ffred Jones. expandiu a interpretação fornecida nos locais para dar mais ênfase ao impacto da criação dos castelos sobre os galeses nativos, e o papel dos príncipes galeses nos eventos que levaram à invasão de 1282.

#### Criação do Patrimônio Mundial
Em 1986, os locais foram declarados coletivamente patrimônio mundial da UNESCO, intitulados Castelos e Muros da Cidade do Rei Eduardo em Gwynedd. A UNESCO considerou os castelos e muros da cidade como os "melhores exemplos da arquitetura militar do final do século XIII e início do século XIV na Europa".A UNESCO também citou a importância de seus vínculos com Eduardo I e Tiago de São Jorge, sua escala e arquitetura militar avançada, e sua condição extraordinariamente boa e documentação histórica. Os locais exigem manutenção contínua e, como exemplo, custou £239.500 entre 2002-03 para manter as partes históricas das propriedades. "Foram estabelecidas "zonas tampão" ao redor dos locais, com o objetivo de proteger os pontos de vista e o ambiente contra desenvolvimento ou danos inadequados. Os locais são protegidos por uma mistura de Monumento Programado do Reino Unido, Legislação de Construção e Área de Conservação.

## Arquitetura

### Interpretação

#### Arquitetura militar

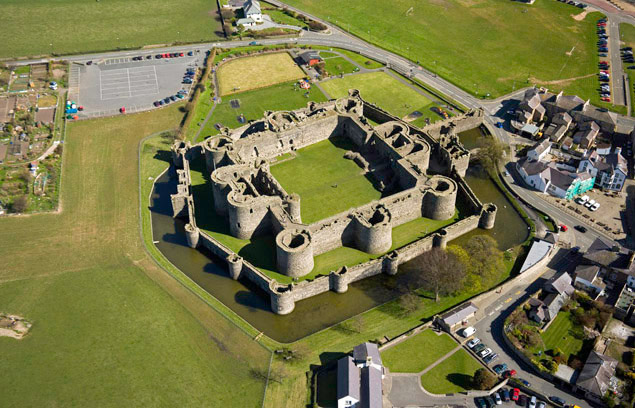
Castelo Beaumaris visto do ar,

Os Castelos e Muros do Rei Eduardo em Gwynedd incorporaram uma série de características militares desenvolvidas durante o final do século XIII. como consequência, durante grande parte do século XX, os historiadores consideraram esses locais como o auge evolutivo da arquitetura militar científica. D. J. Cathcart King os descreveu como o "zênite da construção de castelos ingleses", e Sidney Toy os considerou "alguns dos castelos mais poderosos de qualquer idade ou país". Os locais incluíam defesas concêntricas, nas quais paredes internas do castelo estavam completamente fechadas dentro de defesas externas, com a altura e os ângulos calculados para permitir que ambos os anéis de parede disparassem sobre atacantes externos, como visto em Harlech e Beaumaris. Locais estreitos como Conwy foram construídos em formações rochosas altas, dificultando qualquer ataque. Setas e barbicans foram incorporados nas defesas, com múltiplas plataformas de disparo construídas nas paredes para permitir o uso por arqueiros. Estes foram ainda mais defendidos em alguns casos por portarias com torres gêmeas características, que substituíram os antigos como uma fortaleza para a defesa.
Apesar dessas forças, os castelos e muros da cidade são agora reconhecidos como também com falhas militares. Os castelos eram muito maiores do que precisavam ser para proteger contra o ataque galês, mas a escala deles significava que a Coroa não podia se dar ao luxo de mantê-los ou guarneê-los adequadamente. As fortificações eram em alguns aspectos simplesmente muito grandes, e como o historiador Michael Prestwich observa, projetos menores poderiam realmente ter sido mais eficazes. Em vez de os locais serem cientificamente projetados, o historiador Richard Morris sugeriu que "a impressão é firmemente dada a um grupo de elite de homens de guerra, companheiros de longa data nos braços do rei, entregando-se a uma orgia de expressão arquitetônica militar em um orçamento quase ilimitado".

#### Arquitetura palacial e simbolismo

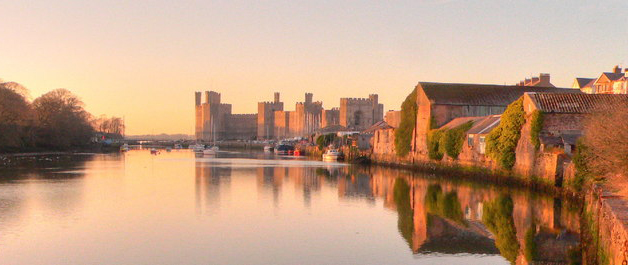
O Castelo de Caernarfon era destinado a funcionar como um palácio real, e usar imagens bizantinas ou romanas para reforçar a legitimidade de Eduardo

A pesquisa arquitetônica no final do século XX e início do século XXI se concentrou menos nos aspectos militares das fortificações, no entanto, e mais em seus papéis como palácios luxuosos e símbolos do poder real. Cada um dos castelos foi projetado para ser adequado para apoiar a corte real, caso visite. No final do século XIII, isso significava ter vários conjuntos de câmaras privadas, instalações de serviços discretas e arranjos de segurança, produzindo, de fato, um palácio real em miniatura. Alguns destes sobrevivem em grande parte intactos; Conwy, por exemplo, tem o que o historiador Jeremy Ashbee considera ser a "suíte mais bem preservada de câmaras reais privadas medievais na Inglaterra e no País de Gales", incluindo um jardim privado para o uso da rainha. Quando construídos, os castelos teriam sido mais coloridos do que hoje.

### Os locais

#### Castelo de Beaumaris

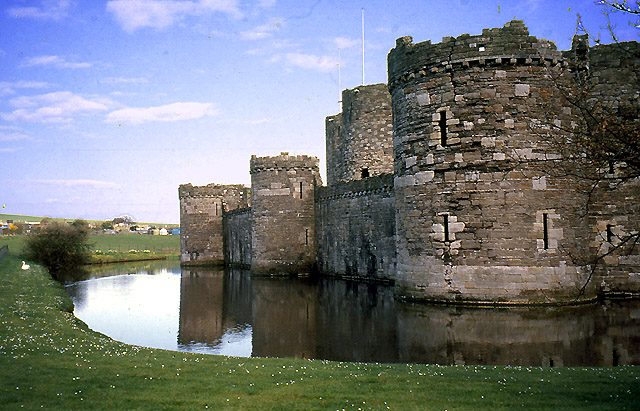
As paredes úmidas do noroeste da ala externa de Beaumaris

O Castelo de Beaumaris foi construído ao redor do nível do mar e foi construído a partir da pedra local anglesey. O projeto do castelo formou uma ala interna e externa, cercada por um fosso, agora parcialmente preenchido. A entrada principal do castelo era o "Portão ao lado do Mar", ao lado da doca de maré do castelo que permitia que ele fosse fornecido diretamente pelo mar. A doca foi protegida por uma muralha mais tarde chamada Gunners Walk e uma plataforma de disparo que pode ter abrigado um motor de cerco de trebuchet durante o período medieval. A ala externa consistia de uma muralha de oito lados com doze torres; um portal levou para o portão ao lado do Mar, e o outro, o Portão llanfaes, levou para o lado norte do castelo.. As muralhas da ala interna eram mais substanciais do que as da ala externa, com torres enormes e duas grandes portarias. A ala interna tinha a intenção de manter a acomodação e outros edifícios domésticos do castelo, com faixas de edifícios que se estendem ao longo dos lados oeste e leste da ala; alguns dos restos das lareiras para esses edifícios ainda podem ser vistos na pedra.
O historiador Arnold Taylor descreveu Beaumaris como o "exemplo mais perfeito de planejamento concêntrico simétrico", e por muitos anos o castelo foi considerado como o auge da engenharia militar durante o reinado de Eduardo I. O castelo é considerado pela UNESCO como uma "conquista artística única" pela forma como combina "estruturas características de parede dupla do século XIII com um plano central" e para a beleza de suas "proporções e alvenaria".

#### Castelo Harlech

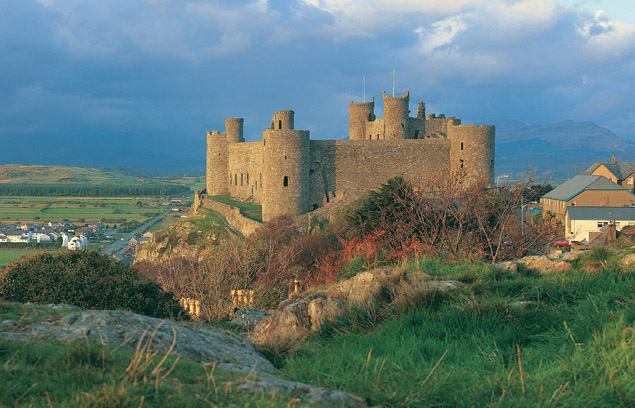
Castelo Harlech

Castelo Harlech repousa sobre o esporão de rocha chamado de Cúpula Harlech; a terra cai bruscamente no norte e oeste, e uma vala cortada na rocha protege as abordagens restantes do castelo. O castelo tem um design concêntrico, com uma linha de defesas cercada por outra, formando uma ala interna e externa; a muralha externa era originalmente um pouco mais alta do que hoje. Harlech é construído a partir de arenitoverde-cinza local , com grandes blocos regulares usados para as torres e material irregular, possivelmente retirado da vala, usado para as muralhas. A entrada principal do castelo teria envolvido a passagem de uma ponte de pedra entre as duas torres de ponte da vala leste e a portaria principal; pequenos restos das torres da ponte hoje e uma entrada de madeira para a portaria substitui a ponte. Um portão de água tem vista para uma escada protegida de 127 degraus que desce até o pé dos penhascos.
A portaria tem duas enormes torres defensivas em forma de "D" flanqueando a entrada. A passagem para o castelo foi guardada por três rastrilho e pelo menos duas portas pesadas. A portaria tem dois andares superiores, divididos em vários cômodos. Cada andar tem três grandes janelas com vista para a ala interna; o segundo andar tem duas janelas grandes adicionais nas laterais da portaria. A portaria era equipada com lareiras e originalmente teria chaminés proeminentes. TA ala interna é guardada por quatro grandes torres circulares que, em vários momentos, abrigavam uma masmorra e uma oficina de artilharia. Diversos edifícios foram construídas ao redor da ala interna, incluindo uma capela, cozinha, edifícios de serviço, um celeiro e um grande salão. As ameias podem originalmente ter sido construídas com finials triplos de forma semelhante à Conwy, embora tenha poucos restos deles na era moderna.

#### Castelo de Caernarfon e muros da cidade
O Castelo de Caernarfon é dividido em uma ala superior e inferior. A ala inferior continha acomodações reais, enquanto a parte superior consistia em instalações de serviço e acomodação para a guarnição. Estes são cercados por uma parede de cortina, defendida por torres poligonais. Galerias de disparos defensivos foram construídas ao longo do lado sul do castelo. Há duas entradas principais, o Portão do Rei, que leva da cidade, e o Portão da Rainha, permitindo acesso mais direto ao castelo. Tudo o que resta dos edifícios contidos dentro do castelo são as fundações. Se Caernarfon fosse concluído como planejado, teria sido capaz de conter uma família real de várias centenas de pessoas. Na opinião do historiador militar Allen Brown, Caernarfon foi "uma das concentrações mais formidáveis de poder de fogo encontrada na Idade Média".
Os muros da cidade de Caernarfon apresentam um circuito ininterrupto de 734 metros de comprimento ao redor da cidade, cercando 4,18 hectares. Eles são construídos principalmente a partir do mesmo calcário carbonífero usado no castelo. s oito torres ao longo da parede são principalmente "fechadas", sem paredes no interior das torres, e originalmente incluíam pontes de madeira removíveis para permitir que seções das muralhas fossem seladas dos atacantes. As duas entradas originais da cidade eram através dos Portões Oeste e Leste. O Portão Oeste era conhecido como Golden Gate, em homenagem ao principal portal na cidade de Constantinopla.

#### Castelo Conwy e muros da cidade
O Castelo de Conwy abraça uma cordilheira costeira rochosa de arenito cinza e calcário, e grande parte da pedra do castelo é largamente retirada do próprio cume, provavelmente quando o local foi limpo pela primeira vez. O castelo tem um plano retangular e é dividido em uma ala interna e externa, com quatro grandes torres de cada lado. A entrada principal do castelo é através do barbicano ocidental, uma defesa externa em frente ao portão principal. O barbicano apresenta as primeiras maquinações de pedra sobreviventes na Grã-Bretanha. Um portão de posterno originalmente levou até o rio onde uma pequena doca foi construída, permitindo que os principais visitantes entrassem no castelo em particular e que a fortaleza fosse reabastecida de barco. A ala externa de Conwy estava originalmente lotada de edifícios administrativos e de serviço. A ala interna foi separada do exterior por uma parede, uma ponte e um portão, protegido por uma vala cortada na rocha. Dentro, continha as câmaras para a família real, seus funcionários imediatos e instalações de serviço. No lado leste da ala interna está outro barbicano, cercando o jardim do castelo.
As muralhas da cidade de Conwy formam um circuito triangular de 1,3 km de comprimento ao redor da cidade, cercando 10 hectares. Eles são construídos principalmente a partir da mesma areia local e calcário usado no castelo, mas com pedra riólito sendo usada ao longo das partes superiores das muralhas orientais. Quando construído pela primeira vez, as muralhas foram possivelmente lavadas. As 21 torres sobreviventes são em sua maioria "fechadas", sem paredes no interior das torres, e originalmente incluíam pontes de madeira removíveis para permitir que seções das muralhas fossem seladas dos atacantes. Os topos das muralhas apresentam um design incomum que usa uma sequência de corbels para fornecer uma caminhada de parede plana e relativamente ampla. Um conjunto único de doze latrinas medievais é construído nos muros da cidade do sul, para o uso de funcionários reais que trabalharam em edifícios adjacentes no século XIII.